# Маззулла, Джо
Джозеф "Джо" Маззулла (англ. Joseph Mazzulla; род. 30 июня 1988 года) — американский баскетбольный тренер. Главный тренер клуба НБА «Бостон Селтикс».

## Ранние годы
Маззула вырос в городе Джонстон в штате Род-Айленд. Обучался в средней школе епископа Хендрикен и выиграл с ней 3 титула чемпиона штата
В 2007 году продолжил карьеру в университетском клубе «Уэст Вирджиния Маунтинирс». В 2010 смог вместе с командой выйти в «Финал четырех» NCAA. За свою карьеру он набрал 700 очков и отдал 340 передач.

## Тренерская карьера
В июне 2019 года был нанят помощником главного тренера «Бостон Селтикс».  Маззула был назначен исполняющим обязанности главного тренера после того, как 22 сентября 2022 года Айме Удока был отстранён на весь сезон 2022/2023.
16 февраля 2023 года «Селтикс» официально объявили о продлении контракта и назначении Джо Маззуллы на пост главного тренера команды.